# آكيو واتانابي
آكيو واتانابي (باليابانية: 渡辺明夫؛ بالكانا: わたなべ あきお) هو رسام رسوم متحركة ومخرج ياباني، ولد في 13 يوليو 1969 في طوكيو في اليابان.

## وصلات خارجية
- آكيو واتانابي على موقع IMDb (الإنجليزية)
- آكيو واتانابي على موقع ميوزك برينز (الإنجليزية)
- آكيو واتانابي على موقع قاعدة بيانات الفيلم (الإنجليزية)
- آكيو واتانابي على موقع ANN person (الإنجليزية)

- الموقع الرسمي